# Kolenča vas
Kolenča vas este o localitate din comuna Dobrepolje, Slovenia, cu o populație de 50 de locuitori.